# Хемачандра Бандоподхай
Хемачандра Бандоподхай (*17 квітня 1838 —24 травня 1903) — бенгальський поет та перекладач.

## Життєпис
Народився у с. Гуліта, поблизу Хулі (Бенгалія). Завдяки дідові був прийнятий до Кіддіпурської Бенгальської школи у Калькуті. Тут окрім всього вивчив санскрит та англійську мову. успішно закінчивши школу, Хемачандра у 1853 році поступив до Індуїстського коледжу. Перед його закінченням деякий час працював клекром в офісі військового генерал-ревізора. У 1856 році здобув ступінь бакалавра мистецтв, а у 1866 році — бакалавра права. У 1860-х роках став складати вірші та поеми. Став працювати правником у Високому суді Калькути. У 1872 році за його патріотичні вірші був звільнений з суду. У 1890 році призначається урядовим адвокатом. З часом відійшов від державних справ, приділяючи більше уваги своїй творчості. На схилі років втратив зір. Помер у Калькуті 24 травня 1903 року.

## Творчість
Працював у багатьох жанрах, але найбільшою популярністю користувалися його патріотичні вірші, які увійшли до збірки «Вірші» (1870 рік), особливо «Плач Індії» та «Пісня Індії». Останній вірш став своєрідним гімном учасників пізніших подій національно-визвольного руху в Бенгалії. Ніде і ніколи ще в індійській літературі не звучало настільки рішуча вимога збройної боротьби проти колонізаторів. Реакція влади на «Пісня Індії» була однозначною — вірш ніколи більше не перевидавався.
Йому також належить поема на міфологічний сюжет «Загибель Врітрі», в якій позначився вплив «Загибелі Меґхнада» М.Дотто. Поема складена частиною білим, частиною римованим віршем. Узявши традиційний міфологічний сюжет — боротьбу демонів і богів, поет додав йому сучасне звучання.
Протестом проти деспотизму старих законів моралі, насильства над людською особистістю пронизана його лірико-елегійна поема «Потік роздумів».
Хемачандра також займався перекладом англійських творів на мову бенгалі. Найбільш вдалими є його переклад «Ромео і Джульєти» Шекспіра.